# 毛轴山矾
毛轴山矾（学名：Symplocos rachitricha）为山矾科山矾属下的一个种。生于海拔约1000米的水旁、山谷、密林中。

## 扩展阅读
- 維基物種上的相關：毛轴山矾